# Paul Dombrecht
Paul Dombrecht (* 1948 in  Oostende) ist ein belgischer Oboist und Dirigent der historischen Aufführungspraxis.

## Leben und Wirken
Paul Dombrecht, Sohn des Komponisten und Organisten Stefaan Dombrecht (1920–2007), kam früh mit der Musik in Kontakt. Er gründete 1989 das Barockorchester und Chor „Il Fondamento“, dessen Dirigent und künstlerischer Leiter er ist. Auch ist er der Gründer der Bläserensembles „Octophoros“ und „Paul Dombrecht Consort“.
Er ist sowohl ein Virtuose auf der Barockoboe – hier gilt er als einer der frühen Pioniere – als auch auf der modernen Oboe. Er ist im gesamten Repertoire für sein Instrument, vom Ende des 17. Jahrhunderts bis zum 20. Jahrhundert, zu Hause.
Seine umfangreiche Diskographie spielte er für die Labels Seon, Harmonia mundi, Astrée, Opus 111, Accent Records, Vanguard Records und Fuga Libera ein.
Paul Dombrecht war bis 2013 Professor für Barock- und moderne Oboe an der niederländischsprachigen Abteilung des Brüsseler Konservatoriums. Ende 2015 wurde bekannt, dass er sich in erster Linie auf das Dirigat seines Ensembles konzentrieren möchte.

## Auszeichnungen
- 2014 Georg-Philipp-Telemann-Preis der Landeshauptstadt Magdeburg
- 2025 Johann-Friedrich-Fasch-Preis der Stadt Zerbst/Anhalt